# Spectrum (album)
Spectrum is het eerste album van Stijn Meuris' soloproject Meuris.
Het album bevat dertien nummers die hij voorheen opgenomen had met zijn bands Noordkaap en Monza en die hij bewerkt en opnieuw opgenomen heeft. De song Wat een fijne dag / Het zou niet mogen zijn werd een duet met Raymond van het Groenewoud. Het album kwam op 17 april 2010 uit het niets binnen op nummer één in de Vlaamse Album Ultratop 100.

## Tracklist
| Nr. | Titel                                                                        | Duur  |
| --- | ---------------------------------------------------------------------------- | ----- |
| 1.  | Een heel klein beetje oorlog                                                 | 03:51 |
| 2.  | Druk in Leuven                                                               | 03:56 |
| 3.  | Satelliet S.U.Z.Y.                                                           | 03:20 |
| 4.  | Panamarenko                                                                  | 04:00 |
| 5.  | Wat een fijne dag / Het zou niet mogen zijn (met Raymond van het Groenewoud) | 06:54 |
| 6.  | Gigant                                                                       | 04:24 |
| 7.  | Hoopvol                                                                      | 02:59 |
| 8.  | Van God los                                                                  | 02:59 |
| 9.  | Alles half                                                                   | 04:57 |
| 10. | Soms schrik                                                                  | 05:27 |
| 11. | Verloren dag                                                                 | 03:37 |
| 12. | De logica in mij                                                             | 03:57 |
| 13. | RAMSJ                                                                        | 04:24 |

## Hitnotering
| Nummer | 1 | 2 | 3 | 5 | 11 | 13 | 24 | 29 | 32 | 37 | 50 | 39 |